# Ratt
RATT byla americká glam a heavy metalová skupina založená roku 1976. Svojí největší slávu kapela dosáhla největšího a komerčního úspěchu v 80. letech ve formaci, kterou tvořil Stephen Pearcy (zpěv), Robbin Crosby (kytary), Warren DeMartini (kytary), Juan Croucier (baskytara) a Bobby Blotzer (bicí). V tu dobu první čtyři jejich alba Out of the Cellar (1984), Invasion of Your Privacy (1985), Dancing Undercover (1986) a Reach for the Sky (1988) získaly multiplatinové desky. Mezi jejich největší hity patří například "Round and Round", "Lay It Down", "Wanted Man", "You're in Love" a "Dance".  

## Historie
Zpěvák Stephen Pearcy v roce 1974 založil skupinu Crystal Pystal. Jméno Crystal Pystal bylo změněno na Mickey Ratt někdy v roce 1976. Jméno skupiny bylo zkráceno v roce 1981.
Sestavy se mezi lety 1976 a 1981 několikrát změnili v roce 1981 hrál ve skupině kytarista Jake E. Lee, poté pár měsíců spolupracoval s Ronnie Jamesem Diem ve skupině Dio a byl také členem doprovodné skupiny Ozzy Osbournea. Ve skupině hrál také Michael Schenker, člen skupin Scorpions a UFO.
V roce 2002 zemřel kytarista Robbin Crosby ve věku 42 let.

### Rozpad a neznámá budoucnost (2022)
V září 2022 zpěvák Pearcy prozradil, že by chtěl pokračovat ve skupině Ratt pouze se zbývajícími spoluhráči z klasické éry (Juan Croucier, Warren DeMartini a Bobby Blotzer), ale že „to se nestane“. 
Řekl, že znovusjednocení se členy by bylo „do značné míry obchod“. Prozradil také, že lituje turné s Ratt pouze s baskytaristou Croucierem z klasické sestavy a že bude i nadále hrát písně Ratt se svou sólovou kapelou.

### Pearcy DeMartini (2025-dosud)
Pearcy se po dlouhé době spojil s kytaristou DeMartinim a začátkem května 2025 založili hudební projekt pod názvem Pearcy DeMartini, kde převážně hrají materiál ze skupiny Ratt.

## Členové

### Poslední sestava
- Stephen Pearcy – zpěv (1977–1992, 1996–2000, 2006–2014, 2016–2022)
- Juan Croucier – baskytara, doprovodný zpěv (1982–1983, 1983–1992, 2012–2014, 2016–2022)
- Jordan Ziff – sólová kytara, doprovodný zpěv (2018–2022)
- Pete Holmes – bicí (2018–2022)
- Frankie Lindia – rytmická kytara, doprovodný zpěv (host: 2021–2022)

#### Bývalí členové
- Warren DeMartini – kytary, doprovodný zpěv (1981–1982, 1982–1992, 1996–2014, 2016–2018)
- Robbin Crosby – kytary (1981–1991) (zemřel 2002)
- Bobby Blotzer – bicí (1982–1992, 1996–2014)
- Chris Sanders – rytmická kytara, doprovodný zpěv (2018–2020)
- Jizzy Pearl – zpěv (2000–2006)
- Michael Schenker – kytary (host: 1991–1992)
- John Corabi – rytmická kytara, doprovodný zpěv (2000–2008)
- Jake E. Lee – kytary (1981)

## Diskografie

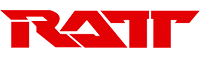
Logo skupiny Ratt.

- Out of the Cellar (1984)
- Invasion of Your Privacy (1985)
- Dancing Undercover (1986)
- Reach for the Sky (1988)
- Detonator (1990)
- Collage (1997)
- Ratt (1999)
- Infestation (2010)